# Municipio de Wayne (condado de Henry, Indiana)
El municipio de Wayne (en inglés: Wayne Township) es un municipio ubicado en el condado de Henry en el estado estadounidense de Indiana. En el año 2010 tenía una población de 4216 habitantes y una densidad poblacional de 50,11 personas por km².

## Geografía
Según la Oficina del Censo de los Estados Unidos, tiene una superficie total de 84.13 km², de la cual 83.67 km² corresponden a tierra firme y (0.55%) 0.46 km² es agua.

## Demografía
Según el censo de 2010, había 4216 personas residiendo. La densidad de población era de 50,11 hab./km². De los 4216 habitantes, estaba compuesto por el 98.29% blancos, el 0.17% eran afroamericanos, el 0.12% eran amerindios, el 0.28% eran asiáticos, el 0.05% eran isleños del Pacífico, el 0.31% eran de otras razas y el 0.78% pertenecían a dos o más razas. Del total de la población el 0.5% eran hispanos o latinos de cualquier raza.